# Cedric Delanne
Cedric Delanne (9 de junio de 1982) es un deportista francopolinesio que compitió en judo. Ganó tres medallas en el Campeonato de Oceanía de Judo entre los años 2014 y 2016.

## Palmarés internacional
| Campeonato de Oceanía | Campeonato de Oceanía    | Campeonato de Oceanía | Campeonato de Oceanía |
| Año                   | Lugar                    | Medalla               | Categoría             |
| --------------------- | ------------------------ | --------------------- | --------------------- |
| 2014                  | Auckland (Nueva Zelanda) | Medalla de bronce     | –66 kg                |
| 2015                  | Païta (Francia)          | Medalla de plata      | –66 kg                |
| 2016                  | Canberra (Australia)     | Medalla de bronce     | –66 kg                |